# 세니차구

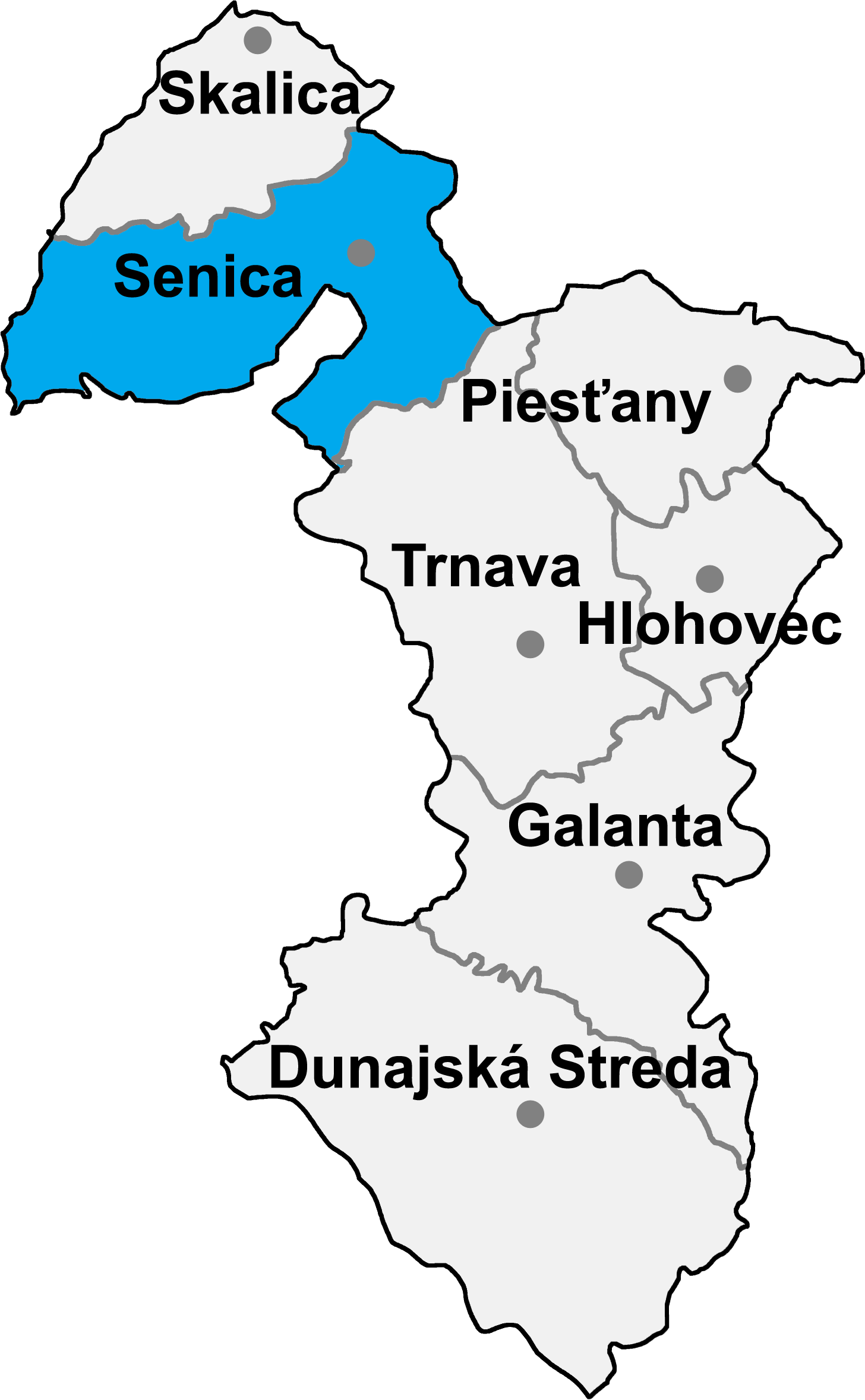
세니차구의 위치

세니차구(슬로바키아어: Okres Senica)는 슬로바키아 트르나바주를 구성하는 7개 구 가운데 하나로 행정 중심지는 세니차이며 면적은 683.54km2, 인구는 60,725명(2014년 기준), 인구 밀도는 88.84명/km2이다.
트르나바주 북부에 위치하며 31개 지방 자치체(23개 시, 29개 마을)를 관할한다. 서쪽으로는 체코, 오스트리아와 국경을 접하며 북쪽으로는 스칼리차구, 동쪽으로는 트렌친주 미야바구, 남동쪽으로는 트르나바구, 남쪽으로는 브라티슬라바주 말라츠키구와 접한다.